# Apófisis coracoides
La apófisis coracoides es un saliente óseo situado en la porción superior y anterior de la escápula, cerca de la articulación escápulohumeral que es la que pone en contacto las superficies articulares de la cabeza humeral y la 
cavidad glenoidea escapular. Tiene forma de gancho, presenta una base ancha y una porción horizontal más estrecha.

## Función
La apófisis coracoides es el punto en el que se insertan numerosas estructuras anatómicas en la región del hombro:
- Músculo pectoral menor.
- Músculo Cabeza corta del bíceps braquial.
- Músculo coracobraquial.
- Ligamento coracoclavicular. 
  - Ligamento conoide.
  - Ligamento trapezoide.
- Ligamento coracoacromial.
- Ligamento coracohumeral.

## Palpación
La apófisis coracoides, se puede palpar a través de la piel. Debajo de la clavícula se encuentra una depresión que se llama fosa infraclavicular, la cual está situada entre los músculos deltoides y pectoral mayor, en este punto se realiza la palpación de la punta de la apófisis coracoides.

## Fracturas
Las fracturas de la apófisis coracoides son poco frecuentes. Las que afectan a la base de la misma suelen estar provocadas por un traumatismo directo, por ejemplo en accidentes automovilísticos o deportivos. Las fracturas de la punta, por avulsión, aunque también raras, están asociadas a una luxación escapulo-humeral anterior.

## Imágenes

Escápula izquierda. Apófisis coracoides, en rojo.
Animación. Apófisis coracoides en rojo.
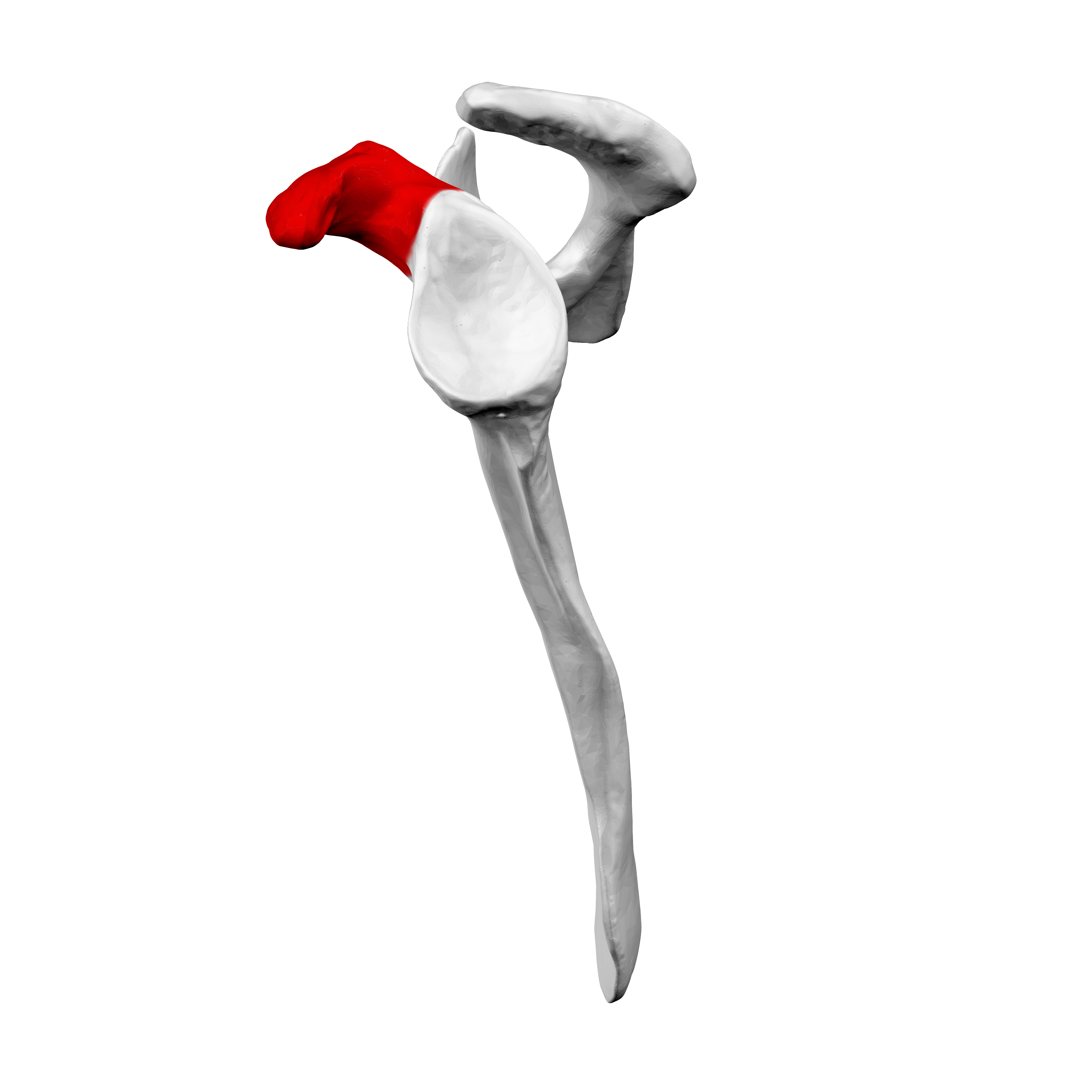
Escápula izquierda, vista lateral.